# Jamie Rhys Clarke
Jamie Rhys Clarke (* 5. Oktober 1994 in Llanelli, Carmarthenshire) ist ein walisischer Snookerspieler. Der zweimalige Vizeeuropameister bei den Amateuren spielte von 2018 bis 2025 als Profi auf der World Snooker Tour.

## Karriere

### 2010–2013: Jugend und erste PTC-Turniere
Seinen ersten größeren Erfolg erreichte Jamie Rhys Clarke Anfang 2010 mit dem Sieg bei der letzten Ausgabe des Junior Pot Black. Im August 2010 zog er dann ins Viertelfinale der U-21-Weltmeisterschaft, in dem er dem Chinesen Li Hang mit 1:5 unterlag. In der Saison 2010/11 nahm er an sechs Turnieren der erstmals ausgetragenen Players Tour Championship teil, bei denen er jedoch nicht über die Runde der letzten 128 hinauskam. Am Ende der Saison nahm er an der Q School teil, einem Qualifikationswettbewerb für die Snooker Main Tour, bei dem er nicht über das Achtelfinale im dritten Turnier hinauskam.
In der Saison 2011/12 nahm Clarke an drei PTC-Turnieren (Nr. 5, 7 und 10) teil und schied dort jeweils in der Qualifikation aus. Im März 2012 erreichte er das Viertelfinale der U-21-Europameisterschaft, das er mit 0:5 gegen den Engländer Shane Castle verlor. Bei der Q School 2012 kam er nicht über die Runde der letzten 32 hinaus. Im Juni 2012 gelang ihm der Einzug ins Achtelfinale des Pro-am-Turniers Pink Ribbon. Einen Monat später gelangte er bei der U-21-Weltmeisterschaft in die Runde der letzten 32. In der Saison 2012/13 nahm er erneut an drei PTC-Turnieren teil, bei denen er in der Qualifikation beziehungsweise der ersten Runde ausschied. Bei der Europameisterschaft 2013 erreichte er das Achtelfinale, in dem er dem Deutschen Lukas Kleckers mit 3:4 unterlag.

### 2013–2014: Walisischer Meister
Beim zweiten Turnier der Q School 2013 schaffte es Clarke ins Finale, in dem er mit 1:4 gegen Ahmed Saif verlor und damit die Qualifikation zur Main Tour 2013/14 verpasste. Über die Order of Merit der Q School konnte er dennoch am Qualifikationsturnier der Australian Goldfields Open 2013, und damit erstmals an einem Weltranglistenturnier, teilnehmen. Er schied jedoch in der ersten Qualifikationsrunde mit 4:5 gegen den Engländer Elliot Slessor aus. Im Juli 2013 erreichte er bei der U-21-WM erneut die Runde der letzten 32. Nachdem er in der Saison bereits die Hauptrunde des Paul Hunter Classic und der Antwerp Open 2013 erreicht hatte, gelang ihm im Februar 2014 bei den Gdynia Open sein erster Hauptrundensieg bei einem PTC-Turnier. In der ersten Runde gewann er nach einem 0:1-Rückstand mit 4:1 gegen den Belgier Luca Brecel, bevor er in der zweiten Runde mit 0:4 gegen Sam Baird verlor. Einen Monat später schied er bei der U-21-Europameisterschaft in der Runde der letzten 32 aus. Im April 2014 gelang ihm beim Playoff der EBSA Qualifying Tour 2013/14 der Einzug ins Finale, in dem er Ian Glover mit 2:4 unterlag und damit die Qualifikation zur Main-Tour-Saison 2014/15 verpasste. Zwei Wochen später erreichte er durch einen 6:0-Sieg gegen Darren Morgan das Finale der Walisischen Amateurmeisterschaft, in dem er anschließend Lee Walker mit 8:6 besiegte.
Im Mai 2014 versuchte Clarke erneut, sich über die Q School für die Main Tour zu qualifizieren. Nachdem er beim ersten Turnier im Finale mit 3:4 gegen Zhang Anda verloren hatte, schied er beim zweiten Turnier im Viertelfinale aus. Er verpasste damit erneut die Qualifikation, konnte aber in der Saison 2014/15 über die Q-School-Order-of-Merit an den Qualifikationsturnieren mehrerer Weltranglistenturniere teilnehmen. Bereits wenige Tage nach der Q School traf er in der Qualifikation zum Wuxi Classic 2014 auf den Schotten Jamie Burnett, dem er mit 3:5 unterlag. Im Juni 2014 erreichte er das Viertelfinale der Europameisterschaft. Nachdem er in der ersten Qualifikationsrunde des Shanghai Masters ausgeschieden war und beim Paul Hunter Classic 2014 zum zweiten Mal in die zweite Runde eines PTC-Turniers eingezogen war, nahm er im September 2014 erstmals an einem Einladungsturnier der Main Tour, der 6-Red World Championship, teil und erreichte dort das Achtelfinale, in dem er mit 0:6 gegen Stephen Maguire verlor, der anschließend das Turnier gewann.

### 2014–2016: Vizeeuropameister
Im November 2014 gelang ihm erstmals der Einzug in die Finalrunde der Amateur-Weltmeisterschaft, bei der er in der Runde der letzten 32 gegen Lucky Vatnani ausschied. Bei den Lisbon Open 2014 schaffte er es nach Siegen gegen Anthony McGill und Zack Richardson erstmals ins Sechzehntelfinale eines PTC-Turniers, in dem er jedoch Joe Perry mit 1:4 unterlag. In der wenige Tage später stattfindenden Qualifikation zum German Masters 2015 schied er in der ersten Runde gegen Titelverteidiger Ding Junhui aus. Nachdem er im Februar 2015 in den Qualifikationsturnieren zu den Indian Open und den China Open ausgeschieden war, unterlag er bei den Welsh Open 2015, bei denen alle 128 Teilnehmer direkt für die Hauptrunde qualifiziert waren, in der ersten Runde mit 2:4 gegen Alan McManus verlor. Im März 2015 erreichte er das Achtelfinale der U-21-EM. Im April 2015 nahm er erstmals an der Qualifikation zur Profi-Weltmeisterschaft teil, bei der er in der ersten Runde nach einer zwischenzeitlichen 4:2-Führung mit 7:10 gegen seinen Landsmann Ryan Day ausschied.
Bei den EBSA Amateur Play Offs gelang ihm der Einzug ins Finale, in dem er jedoch mit 3:4 gegen Martin O’Donnell verlor. Bei der Q School 2015 kam er nicht über das Achtelfinale im zweiten Turnier hinaus und verpasste damit erneut die Qualifikation für die Main Tour 2015/16. Im Juni 2015 gelangte er ins Finale der Europameisterschaft, das er jedoch mit 4:7 gegen Michael Wild verlor. Einen Monat später erreichte er auch bei der U-21-Weltmeisterschaft das Endspiel und unterlag dort dem Thailänder Boonyarit Keattikun nur knapp mit 7:8. Im September 2015 zog er erneut in die Finalrunde der 6-Red World Championship ein und verlor im Sechzehntelfinale mit 5:6 gegen Noppon Saengkham. Bei der Amateur-Weltmeisterschaft 2015 schied er in der Runde der letzten 32 gegen Kritsanut Lertsattayathorn aus. Im Februar 2016 gelang Clarke nach Siegen gegen Alex Borg, Adam Stefanów und Rhydian Richards zum zweiten Mal der Einzug ins Finale der Europameisterschaft. Dort unterlag er jedoch wie im Vorjahr einem ehemaligen Main-Tour-Profi, seinem Landsmann Jak Jones, mit 4:7.
Bei der Qualifikation zur Profi-Weltmeisterschaft 2016, zu der er als Finalist der U-21-WM 2015 eingeladen worden war, besiegte er Jamie Burnett in der ersten Runde mit 10:9 und traf anschließend auf den Chinesen Xiao Guodong, gegen den er nach einem 1:6-Rückstand sechs Frames in Folge gewinnen konnte, schließlich aber mit 8:10 verlor. Wenige Tage später verpasste er bei den EBSA Amateur Play Offs wie im Vorjahr knapp die Main-Tour-Qualifikation. Im entscheidenden Spiel unterlag er dem Engländer Elliot Slessor mit 3:4. Bei der Q School 2016 schied er hingegen bei beiden Turnieren in der ersten Runde aus.

### 2016–2018: Qualifikation für die Main Tour
Auf der Main Tour 2016/17 konnte Clarke nach der Abschaffung der Players Tour Championship lediglich an zwei für Amateure offenen Turnieren teilnehmen, wobei er beim Paul Hunter Classic 2016 in der Vorqualifikation und bei den Gibraltar Open 2017 in der Runde der letzten 128 ausschied. Bei den Amateuren scheiterte er unterdessen bei der 6-Red-Weltmeisterschaft in der Runde der letzten 64 und bei der Amateur-WM zum dritten Mal in Folge in der Runde der letzten 32. Bei der EM 2017 gelangte er nach zwei Finalteilnahmen in den Vorjahren erneut ins Halbfinale, musste sich dort jedoch dem späteren Europameister Chris Totten mit 4:6 geschlagen geben.
Im Mai 2017 verpasste Clarke bei der Q School erneut die Qualifikation für die Profitour. Nachdem er beim ersten Turnier im Halbfinale seiner Gruppe ausgeschieden war, scheiterte er beim zweiten Turnier im Viertelfinale. In der Q-School-Rangliste belegte er den zehnten Rang und konnte als viertbester nicht für die Main Tour qualifizierter Spieler als Nachrücker an einigen Profiturnieren der Saison 2017/18 teilnehmen. Während er bei fünf Turnieren nicht über die Runde der letzten 128 hinaus kam, gelangte er beim European Masters 2017 durch einen 4:3-Sieg gegen Xiao Guodong in die Runde der letzten 64, in der er Graeme Dott mit 2:4 unterlag, und bei den Gibraltar Open 2018 besiegte er unter anderem Sam Baird und Jamie Curtis-Barrett, bevor er sich im Sechzehntelfinale dem Schotten Scott Donaldson mit 0:4 geschlagen geben musste. Nachdem Clarke Anfang 2018 das Viertelfinale der Europameisterschaft erreicht hatte, gelangte er auch bei der neu eingeführten WSF Championship unter die besten acht, verlor dort jedoch mit 0:4 gegen den späteren Turniersieger Luo Honghao und verpasste damit den Einzug ins Halbfinale, der die Qualifikation zur Main Tour bedeutet hätte.
Nachdem er seit 2015 bei verschiedenen Qualifikationswettbewerben insgesamt achtmal die Startberechtigung für die Profitour nur um einen Sieg verpasst hatte, erlangte Clarke im April 2018 den Profistatus für beiden folgenden Spielzeiten, als er sich im entscheidenden Spiel der EBSA Amateur Play Offs gegen George Pragnall mit 4:3 durchsetzte.

### 2018–2022: Erste Profijahre und Aufstieg in die Top 64
In seine erste Profisaison startete Clarke mit einer 3:4-Niederlage gegen Ian Burns in der Qualifikation zum Riga Masters. Nachdem er auch bei den folgenden zwölf Turnieren sieglos geblieben war, wobei er dreimal zumindest einen Decider erzwingen konnte – beim Paul Hunter Classic gegen Kishan Hirani, bei der International Championship gegen Alan McManus und bei den Scottish Open 2018 gegen Mark Davis – gelang ihm im Februar 2019 in der Qualifikation zu den China Open gegen Noppon Saengkham mit 6:4 sein erster Sieg als Profi. Wenige Tage später besiegte er beim Snooker Shoot-Out Sean O’Sullivan, Mitchell Mann, Oliver Lines, Steven Hallworth und Rod Lawler und zog dadurch erstmals ins Halbfinale eines Weltranglistenturniers ein, in dem er sich dem späteren Turniersieger Thepchaiya Un-Nooh (0:139) geschlagen geben musste. Anschließend erreichte er bei den Gibraltar Open das Sechzehntelfinale, in dem er dem Amateur Oliver Brown mit 2:4 unterlag, und schied beim Hauptturnier der China Open in Peking in der ersten Runde gegen Stuart Carrington (4:6) aus. In der Qualifikation zur WM 2019 verlor er sein Auftaktspiel mit 5:10 gegen Daniel Wells. Er beendete die Spielzeit auf dem 122. Weltranglistenplatz.
Auch in die Saison 2019/20 startete Clarke mit einer Niederlagenserie. Nach neun Auftaktniederlagen setzte er sich im Dezember 2019 in der Qualifikation zum German Masters 2020 gegen Brandon Sargeant (5:2) und den mehrmaligen Weltmeister Mark Selby (5:4) durch. Bei der Endrunde Anfang 2020 in Berlin musste er sich jedoch in der ersten Runde dem Engländer Matthew Selt mit 0:5 geschlagen geben. Anschließend kam er bei zwei der vier folgenden Turniere über die Auftaktrunde hinaus; beim Snooker Shoot-Out erreichte er das Achtelfinale, in dem er gegen Ben Woollaston verlor, und bei den Gibraltar Open die Runde der letzten 64, in der er an Zhao Xintong scheiterte. Im Juli 2020 setzte er sich in der Qualifikation zur WM 2020 gegen Mitchell Mann (6:1), Joe Perry (6:4) und Akani Songsermsawad (10:7) durch und qualifizierte sich somit erstmals für die Endrunde der Weltmeisterschaft. Im Crucible Theatre zog er durch einen 10:8-Sieg gegen den Weltranglistenvierten Mark Allen ins Achtelfinale ein, in dem er gegen Anthony McGill zwischenzeitlich unter anderem mit 6:1, 8:2 und 12:11 führte, sich dem Schotten aber schließlich mit 12:13 geschlagen geben musste. Er beendete die Saison in der Weltrangliste auf dem 76. Platz, womit er den Verbleib auf der Profitour knapp verpasst hätte. Da wegen der Corona-Pandemie die WM-Endrunde und die Q School gleichzeitig stattfanden, erhielt er jedoch für das Erreichen der WM-Endrunde eine erneute Zwei-Jahres-Karte für die Main Tour.
Im ersten Halbjahr seiner dritten Profisaison kam Clarke bei fünf von sieben Turnieren über die erste Runde hinaus. Seine besten Ergebnisse waren dabei das Erreichen der Runde der letzten 32 bei der Championship League, beim European Masters und bei den English Open. Zu Beginn des neuen Jahres verpasste er beim zweiten Turnier mit Gruppenspielen, der WST Pro Series, mit 4:3 Siegen um einen Platz das Weiterkommen. Nach einer kleinen Durststrecke mit 3 Auftaktniederlagen schlug er bei den Gibraltar Open den Weltranglisten-12. Yan Bingtao und schaffte es anschließend ein weiteres Mal ins Achtelfinale. In der WM-Qualifikation besiegte er mit Joe Perry einen der Favoriten mit 6:2 und spielte anschließend erneut um den Endrundeneinzug. In einem ausgeglichenen Match war er bis zum 7:7 mit Mark Davis auf Augenhöhe, dann setzte sich der Engländer mit seinen 30 Jahren Profierfahrung mit 10:8 durch. Die erreichten Ergebnisse verschafften ihm aber mit Platz 67 eine gute Ausgangsposition für das zweite Spieljahr.
In der ersten Hälfte der Saison 2021/22 kam Clarke lediglich bei den English Open über die Auftaktrunde hinaus und erreichte nach einem Sieg gegen den Top-32-Spieler Thepchaiya Un-Nooh das Achtelfinale, in dem er Ronnie O’Sullivan unterlag. Bei den Qualifikationsturnieren zum German Masters 2022 und zum European Masters 2022 gewann er jeweils ein Spiel. Nachdem er beim Snooker Shoot-Out ins Viertelfinale gelangt war, in dem er Mark Williams unterlag, erreichte er bei den Welsh Open die Runde der letzten 64 und blieb bei den beiden folgenden Turnieren sieglos. In der WM-Qualifikation 2022 setzte sich Clarke gegen Si Jiahui, Gary Wilson und den ehemaligen Weltmeister Graeme Dott durch und qualifizierte sich nach 2020 zum zweiten Mal für die Endrunde. Im Crucible Theatre musste er sich jedoch dem Weltranglistensiebten Zhao Xintong mit 2:10 geschlagen geben. In der Weltrangliste verbesserte er sich zum Saisonende auf Rang 49 und sicherte sich damit den Verbleib auf der Profitour.

### Seit 2022: Nachlassende Ergebnisse
Zu Beginn der Saison 2022/23 erreichte Clarke bei der Championship League den ersten Platz seiner Gruppe und schied in der Zwischenrunde als Gruppenvierter aus. Während er bei den meisten Ranglistenturnieren in einer der ersten beiden Runden ausschied, überstand Clarke bei der UK Championship 2022 drei Qualifikationsrunden und zog beim Hauptturnier in York durch einen 6:3-Sieg gegen den Weltranglistensiebten Mark Williams ins Achtelfinale ein, in dem er dem Chinesen Ding Junhui mit 1:6 unterlag. Daneben erreichte Clarke bei den Scottish Open 2022 und beim WST Classic 2023 die Runde der letzten 32. In der WM-Qualifiktation 2023 musste er eine 3:10-Auftaktniederlage gegen seinen Landsmann Matthew Stevens hinnehmen. Nachdem er zwischenzeitlich den 43. Platz belegt hatte, fiel er in der Weltrangliste zum Saisonende leicht zurück, blieb mit dem 58. Rang jedoch auf der Tour.
Nachdem er bei der Championship League 2023 als Gruppenzweiter mit zwei Siegen und einer Niederlage knapp den Einzug in die Zwischenrunde verpasst hatte, gewann Clarke im Verlauf der Saison 2023/24 nur bei zwei weiteren Turnieren mehr als ein Spiel. Bei der UK Championship 2023 besiegte er unter anderem den Weltranglistenachten Kyren Wilson und gelangte ins Achtelfinale, in dem er mit 4:6 gegen Mark Williams verlor. Beim German Masters 2024 erreichte er die Runde der letzten 32, in der er dem Thailänder Thepchaiya Un-Nooh unterlag. In der WM-Qualifikation 2024 musste er sich nach einem 10:7-Auftaktsieg gegen Andres Petrov seinem Landsmann Jak Jones mit 6:10 geschlagen geben. Er beendete die Saison auf dem 59. Weltranglistenplatz und sicherte sich damit erneut knapp den Verbleib auf der Profitour.
In der Saison 2024/25 gewann Clarke bei neun Turnieren jeweils ein Spiel, während er bei den übrigen Turnieren Auftaktniederlagen hinnehmen musste. Seine besten Ergebnisse waren dabei das Erreichen der Runde der letzten 32 bei den Wuhan Open 2024 und den Welsh Open 2025, wobei er jeweils von der kurzfristigen Absage seiner Gegner in der Runde der letzten 64 profitierte. Bei der WM-Qualifikation 2025 verlor er sein Auftaktspiel mit 8:10 gegen Allan Taylor. Dadurch vergab er die Chance, seinen Tourverbleib abzusichern. Er wurde von anderen Spielern noch aus den Top 64 verdrängt und verlor seinen Profistatus.

## Erfolge

### Profiturniere
- Halbfinale: Snooker Shoot-Out (2019)
- Viertelfinale: Snooker Shoot-Out (2022)
- Achtelfinale: Weltmeisterschaft (2020), Snooker Shoot-Out (2020), Gibraltar Open (2021), English Open (2021), UK Championship (2022, 2023)

### Finalteilnahmen
| Ergebnis               | Jahr    | Turnier                    | Finalgegner         | Endstand |
| ---------------------- | ------- | -------------------------- | ------------------- | -------- |
| Amateurturniere        |         |                            |                     |          |
| Sieger                 | 2014    | Junior Pot Black           | Tom Rees            | 1:0      |
| Sieger                 | 2014    | Welsh Amateur Championship | Lee Walker          | 8:6      |
| Finalist               | 2015    | Europameisterschaft        | Michael Wild        | 4:7      |
| Finalist               | 2015    | U-21-Weltmeisterschaft     | Boonyarit Keattikun | 7:8      |
| Finalist               | 2016    | Europameisterschaft        | Jak Jones           | 4:7      |
| Qualifikationsturniere |         |                            |                     |          |
| Finalist               | 2013/2  | Q School                   | Ahmed Saif          | 1:4      |
| Finalist               | 2013/14 | EBSA Qualifying Tour       | Ian Glover          | 2:4      |
| Finalist               | 2014/1  | Q School                   | Zhang Anda          | 3:4      |
| Finalist               | 2014/15 | EBSA Amateur Play Offs     | Martin O’Donnell    | 3:4      |
| Finalist               | 2015/16 | EBSA Amateur Play Offs     | Elliot Slessor      | 3:4      |
| Sieger                 | 2017/18 | EBSA Amateur Play Offs     | George Pragnall     | 4:3      |

## Ergebnisse bei Triple-Crown-Turnieren
| Turnier                          | 2014/ 15 | 2015/ 16 | 2016/ 17 | 2017/ 18 | 2018/ 19 | 2019/ 20 | 2020/ 21 | 2021/ 22 | 2022/ 23 | 2023/ 24 | 2024/ 25 |
| -------------------------------- | -------- | -------- | -------- | -------- | -------- | -------- | -------- | -------- | -------- | -------- | -------- |
| \| Weltrangliste WRL \| AP EP \| | –        | –        | –        | –        | – 112    | 84 76    | 126 80   | 67 49    | 49 58    | 56 59    | 59       |
| Triple-Crown-Turniere            |          |          |          |          |          |          |          |          |          |          |          |
| UK Championship                  | –        | –        | –        | –        | L128     | L128     | L64      | L128     | AF       | AF       | QR       |
| Masters                          | –        | –        | –        | –        | –        | –        | –        | –        | –        | –        | –        |
| Weltmeisterschaft                | QR       | QR       | –        | –        | QR       | AF       | QR       | L32      | QR       | QR       | QR       |
| Weltrangliste WRL                | AP EP    |          |          |          |          |          |          |          |          |          |          |

| Legende | Legende                               |
| ------- | ------------------------------------- |
| S       | Sieger                                |
| F       | Finalist                              |
| HF      | Halbfinalist                          |
| VF      | Viertelfinalist                       |
| AF      | Achtelfinalist                        |
| LX      | Niederlage in der Runde der letzten X |
| RX      | Niederlage in Runde X                 |
| WR      | Niederlage in der Wildcardrunde       |
| QR      | Niederlage in der Qualifikation       |
| NQ      | Nicht qualifiziert                    |
| –       | nicht teilgenommen                    |
| –       | keine Weltranglistenplatzierung       |
| n. a.   | nicht ausgetragen                     |
| k. R.   | keine Rangliste                       |
| TS / TN | Turniersiege / Teilnahmen             |
| AP      | Ranglistenposition am Saisonbeginn    |
| EP      | Ranglistenposition am Saisonende      |

## Sonstiges
Nach seinem wiederholten Unglück im Finale der Qualifikationsturniere begannen die Fans auf Clarke als walisischen Jimmy White oder den walisischen Wirbelwind zu verweisen, dessen letzterer seitdem als sein permanenter Spitzname auf den Tourveranstaltungen angenommen wurde.